# Kaptanganj (Népal)
Pour les articles homonymes, voir Kaptanganj.
Kaptanganj (en népalais : कप्तानगञ्ज) est un comité de développement villageois du Népal situé dans le district de Sunsari. Au recensement de 2011, il comptait 9 026 habitants.